# Langbroek (planetoïde)
(183294) Langbroek is een planetoïde, in augustus 2008 vernoemd naar de Nederlandse archeoloog en amateurastronoom Marco Langbroek (geb. 1970) uit Leiden.
De planetoïde werd ontdekt door de Slowaakse planetoïdenjager Stefan Kürti op archiefopnamen van het NEAT-project genomen in oktober 2002 met de 1,2 meter Schmidt-telescoop op Mt. Palomar in de Verenigde Staten. Ze is naar schatting ongeveer 5,8 km groot.
De baan van planetoïde Langbroek ligt in de planetoïdengordel tussen de banen van Mars en Jupiter. Voordat ze het definitieve nummer (183294) en de naam Langbroek kreeg, was ze bekend onder de voorlopige aanduiding 2002 TB382.
De omlooptijd rond de zon is 5,31 jaar.